# Literatura Mondo
Literatura Mondo (Lumea literară) a fost o revistă literară și o editură de limba esperanto din Budapesta, Ungaria, care au funcționat între 1922 și 1949. Revista a devenit forumul central al așa-numitei Școli de Literatură Esperanto din Budapesta. A fost înființată de Tivadar Soros, tatăl investitorului american de origine maghiară, omului de afaceri, miliardarului și ideologul societății deschise George Soros.

## Revista
Revista Literatura Mondo a apărut pentru prima dată la Budapesta în 1922. Publicarea ei a încetat în 1927, însă a fost reluată în ianuarie 1931. După cel de-al Doilea Război Mondial Literatura Mondo a apărut din nou și a fost publicată pentru încă trei ani, între 1947 și 1949. În 1950 Literatura Mondo și-a informat abonații că „din cauza obstacolelor financiare, publicarea revistei nu mai este posibilă. În anul 1949 am reușit să elaborăm patru numere [în loc de cele șase planificate]”.
Redactorul revistei în perioada octombrie 1922 - septembrie 1924 a fost Theodor Schwarz (cunoscut din 1936 sub numele de Tivadar Soros) (Teodoro Ŝvarc în esperanto).
El a fost urmat de Kálmán Kalocsay, care, ajutat de Julio Baghy, a redactat revista în cele trei perioade de publicare a ei.

## Editura
Literatura Mondo a fost, de asemenea, o editură de carte. Printre cărțile publicate de această editură se numără toate operele literare ale lui Kálmán Kalocsay, operele originale ale lui Stellan Engholm, primele cărți ale lui Lajos Tárkony, Johan Weinhengst, Eugene Aisberg și Hendrik Adamson și Enciklopedioj de Esperanto.

## Legături externe
- Scanned issues of Literatura Mondo in PDF
- Cover of April 1923 issue, held in the British Library Arhivat în 10 noiembrie 2017, la Wayback Machine.